# スポット (通信機器)

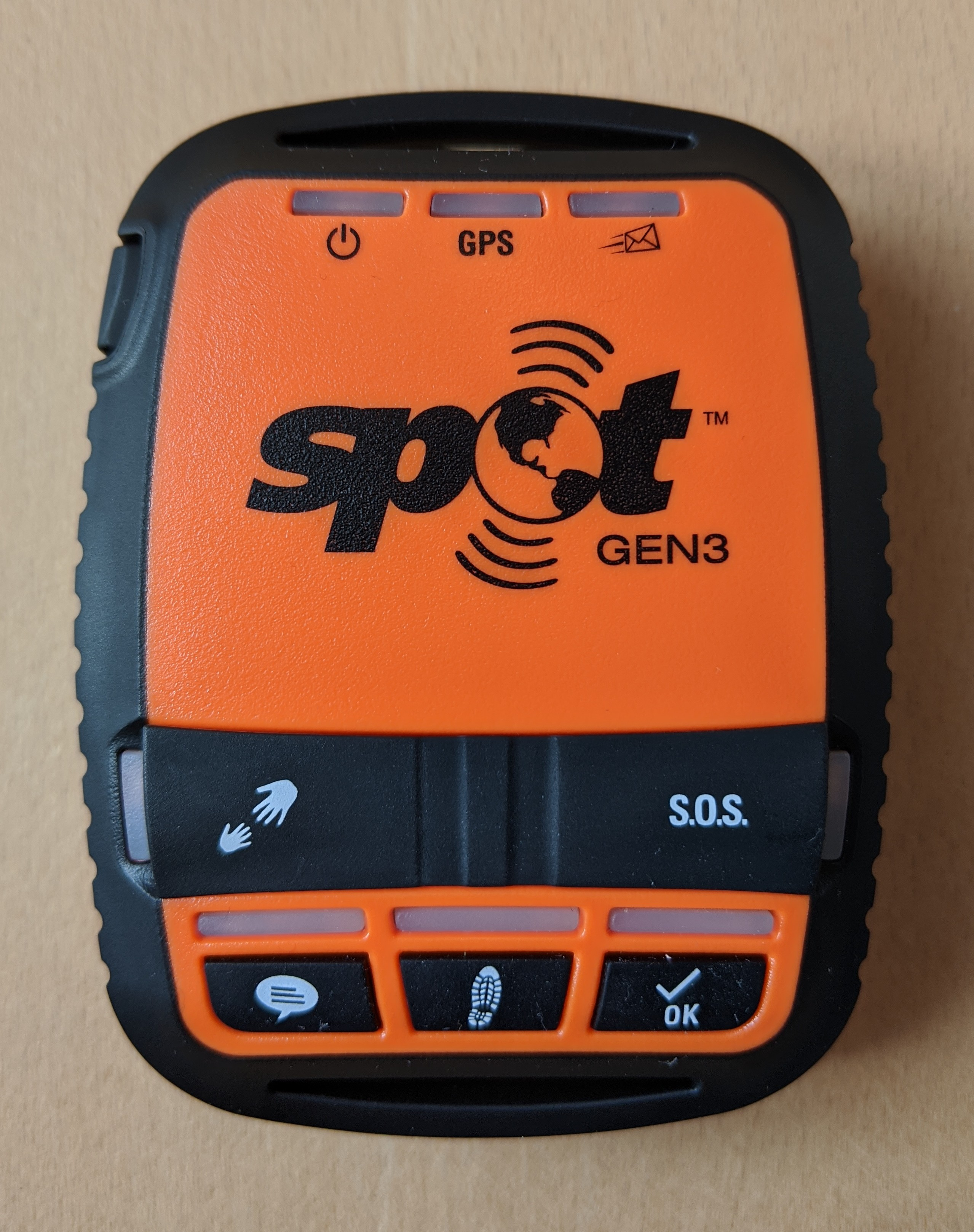
SPOTのGen3（第三世代モデル）

スポット（英語: SPOT）は、グローバルスターの通信衛星ネットワークを利用したテキストメッセージと位置情報の送受信を可能とするGPS追跡機器の名称。両極とアフリカ大陸の一部、一部太平洋地域を除いた全地球上での通信をカバーしている。
この機器は、衛星と直接通信を行うため携帯電話の周波数帯（電波）を一切必要とせず、アメリカ、バージニア州にあるグローバルスター社の子会社であるスポット (SPOT LLC) 社によって販売が行われている。
位置情報はGoogle マップ上に表示され、スポット社のサブスクリプションを購入することによって、スポットに登録された定型文と位置情報を携帯電話などのSMSや電子メールアドレス、TwitterやFacebookなどのSNSアドレスに対し送信することが可能となるほか、機器にある緊急ボタンを押すことによって緊急通報受理機関である国際緊急対応連携センター (International Emergency Response Coordination Center, IERCC) に対し位置情報を送信することが可能となる。なお、緊急通報を受信したIERCCは各国の緊急機関に対しその旨の報告を行う仕組みとなっている。
販売開始からスポットによって世界各地で7500件を超える人命救助活動が行われている。

## 機能
画像左上から
ヘルプ/SPOT S.O.V. (Save Our Vehicle)
ハンドマーク。生命の危険が無い状態での援助要請ボタンとなり、自動車の故障など陸上専門サービス（レッカー）などへの救助要請を行う。
S.O.S.
SOS (Save Our Souls)。生命の危機が迫る状態で使用する救助要請ボタンとなり、送信された信号はIERCCで受信され、各国の救助機関に対し救助要請を行う。緊急時専用となる。
カスタムメッセージ
吹き出しマーク。事前に登録したメッセージを位置情報と共に予め設定した送信先に対し送信する。ヘルプやSOSボタンを使用した場合、追加情報としてメッセージを送信することが可能となる。
追跡（トラッキング）
足跡マーク。内蔵された振動感知センサーを使用し、予め設定された間隔で位置情報を定期的に自動で送信する。
チェックイン
レ点 (OK)。事前に登録した位置情報付きのテキストメッセージを指定された送信先やSNSアドレスに対し送信する。

## 機種
SPOT X取付られたキーパッドにより自由なテキストメッセージの送受信が可能となるGEN4の上位機種。
SPOT GEN4GEN3の次世代機種。
SPOT TRACE主に車やオートバイ、ボートなど個人資産に取り付け監視追跡する機器。監視対象の移動が検知された場合、テキストメッセージで所有者に知らせるほか、グーグルマップ上でのリアルタイム追跡が可能となる。